# Call of Duty: Black Ops IIII
Call of Duty: Black Ops IIII est un jeu vidéo de tir à la première personne développé par Treyarch et édité par Activision, sorti le 12 octobre 2018 sur PlayStation 4,  Xbox One et Microsoft Windows. La version PC du jeu est annoncé comme étant uniquement disponible via la plateforme de Blizzard, une première également dans la licence.
Il s'agit du 15e  épisode de la série Call of Duty et 4e opus de la série Black Ops.

## Modes de jeu

### Multijoueur
L'histoire se déroule en 2042. Black Ops IIII marque le retour des Spécialistes, des soldats d'élite aux capacités uniques. Le mode Multijoueur dispose d'un total de onze Spécialistes, dont six déjà présent dans Black Ops III (Battery, Firebreak, Seraph, Ruin, Nomad et Prophet), quatre nouveaux (Ajax, Crash, Recon et Torque) ont été ajoutés lors de la sortie ainsi que quatre autres (Zero, Outrider, Spectre et Reaper) lors de l'année suivant la sortie du jeu, 3 d'entre eux étant déjà présent dans Black Ops III (Outrider, Spectre et Reaper).
Treyarch marque également le retour du combat au sol dans la série Black Ops. Une autre nouveauté pour cet opus, les joueurs devront désormais régénérer leur santé manuellement (contrairement à avant où il leur suffisait d'attendre quelques secondes pour régénérer leur santé).
À la place du mode Campagne, Black Ops IIII propose des missions à réaliser en solo, basées sur les histoires des différents Spécialistes du mode Multijoueur.
Il y a initialement 9 cartes multijoueurs, dont les 4 cartes suivantes issues d'autres opus de Black Ops :
- Summit, Firing Range et Jungle issues du premier Black Ops[4].
- Slums issue de Black Ops II.

La carte emblématique de la série Black Ops, Nuketown, est également de retour et a été rendue disponible courant novembre 2018 pour tous les joueurs.

### Blackout
Black Ops IIII propose également aux joueurs un mode Battle Royale inédit pour la franchise, appelé "Blackout". Treyarch a précisé que la carte de ce mode sera « la plus grande carte jamais conçue pour un Call of Duty ». Mais celui-ci sera très vite devancé par Warzone, le battle royale de Call of Duty: Modern Warfare. 
En mode Blackout, les joueurs ont la possibilité d'incarner plusieurs des personnages emblématiques de la licence Black Ops, et de piloter divers véhicules terrestres, maritimes et aériens.

### Zombies
Le mode Zombies de Black Ops IIII contient trois cartes disponibles pour tous, ainsi que cinq autres disponibles uniquement pour les détenteurs du Pass Black Ops (Season Pass de Black Ops IIII). 
- La traversée du désespoir (Voyage of Despair en VO)
- IX (9 en chiffres romains)
- Sang des morts (Blood of the Dead en VO) : refonte de la carte Mob of the Dead de Black Ops II.
À la fin du secret, Nikolai Primis devient le chef d'équipe. 
- Top Secret (Classified en VO) : refonte de la carte Five de Black Ops (carte bonus disponible uniquement avec le Pass Black Ops).
Les personnages de Moon rencontrent leurs versions jeunes.
- Nuit des morts (Dead of the night en VO) (carte bonus disponible uniquement avec le Pass Black Ops)
- Mal ancien (Ancient Evil en VO) (carte bonus disponible uniquement avec le Pass Black Ops). À la fin du secret, le groupe libère l'oracle. Mais Diego découvre que Alistair est transformé en statue. L'oracle est en réalité la gorgone Méduse. Shaw et Bruno sont corrompus. Diego est seul avec une Scarlett morte ou inconsciente. Méduse veut trouver et s'emparer de la Grande Bibliothèque.
- Alpha Oméga (Le début et la fin)
Dans cette carte on peut incarner deux versions des personnages originaux que sont Nikolai, Dempsey, Takeo et Richtofen. À la fin du secret, Maxis se sacrifie pour téléporter Samantha et Eddie sous le regard de Monty qui tue Maxis. Samantha et Eddie rejoignent le groupe. 
- Jour des Morts (Tag der Toten)
Cette carte permet d'incarner les personnages de TranZit. Ça conclut l'histoire de l'Ether qui a commencé onze ans auparavant. À la fin, les deux versions des personnages originaux meurent du fait du désordre créé dans les réalités. Seuls Samantha et Eddie survivent. Tout disparaît même le Docteur Monty qui est censé être le boss final.
Tout comme ils l'avaient fait avec le mode Lutte dans Black Ops II, Treyarch innove en intégrant un nouveau mode de jeu, le mode Ruée, qui consiste en une course aux points. Dans ce mode, 4 joueurs doivent défendre des zones définies sur une carte et marquer des points en éliminant des zombies ou en ramassant des bonus de points. Plus un joueur augmente son score, plus il cumule des vies, lui permettant ainsi d'être automatiquement réanimé après un court laps de temps s'il est à terre. En revanche, si un joueur épuise son stock de vies, il est éliminé et devient spectateur. Une fois tous les joueurs éliminés, le joueur ayant cumulé le plus de points remporte la partie. La monnaie du mode Zombies n'existant pas dans ce mode, les joueurs peuvent faire apparaître des boîtes indéfiniment, ainsi que récupérer des armes gratuitement sur les murs. La particularité de ce mode réside dans le fait que chaque partie est très rapide : en effet, les zombies sont de plus en plus résistants et le joueur reste confiné dans une zone très limitée.
Note : les secrets de IX, Blood of the Dead et Voyage of Despair ont tous été découverts. Le secret de Classified a également été découvert : il suffit d'atteindre la manche 150 afin que la cinématique de fin se déclenche.
Il existe toujours les fameuses musiques cachées qui se trouvent dans chaque carte zombie :
- Voyage of Despair: Drowning chanté par Malukah. Ça veut dire Noyade.
- IX: Mad Hatter d'Avenged Sevenfold.
- Blood of The Dead: Where Are We Going BOTD, version chantée par Malukah.
- Top Secret: Shockwave, chanté par Elena Siegman et Malukah. Ça veut dire Onde de choc, en référence à la rencontre entre Ultimis et Primis.
- Nuit des Morts: Mystery, chanté par Elena Siegman et Malukah. Ça veut dire Mystère. Référence aux mystères concernant la résurrection avec un côté obscur.
- Mal Ancien: Stormbound de Clark S. Nova. Ça veut dire Bloqués dans la tempête. Référence à Diego qui se retrouve seul.
- Alpha Oméga: I am The Well de Clark S. Nova. Ça veut dire Je suis le Bien. Référence au retour de l'Avogrado de TranZit.
- Tag der Toten: À Light from The Shore. Cela signifie « Une lumière au bout du tunnel ». Référence au reboot de l'univers. Seule notre réalité existe.

## Annonces
Le jeu a fait l'objet d'une première vidéo publiée le 8 mars 2018 sur YouTube, annonçant la publication d'une bande-annonce le 17 mai 2018 et la sortie du jeu le 12 octobre 2018. C'est le premier Call of Duty à sortir au mois d'octobre depuis Call of Duty 2. À part ces deux titres, tous les autres jeux de la série sont sortis au mois de novembre.
C’est par le biais de Twitter qu'Activision continue sa campagne marketing avec un nouveau gif animé.
Le 17 mai 2018, Activision dévoile en direct la bande-annonce du mode Multijoueur, et annonce un nouveau mode de jeu, Blackout, ainsi que 3 cartes du mode Zombies jouables dès la sortie du jeu. Le jeu marque l’absence du mode Campagne pour la première fois depuis la création de la licence. Une bêta du mode Multijoueur avait également été mise en place quelques semaines avant la sortie du jeu.

## Accueil
- Canard PC : 6/10[12]
- Jeuxvideo.com : 16/20[13]
- JeuxActu : 16/20

- Metacritic PS4 : 83/100

- Metacritic Xbox One : 85/100

- Metacritic PC : 83/100

Le jeu a été globalement apprécié par la presse mais peu aimé de la part des joueurs.